# Кроссер, Пол
Пол Кроссер (англ. Paul K. Crosser, 11 августа 1902, по другим данным 1896, Виндава, Российская империя, ныне Вентспилс, Латвия — 19 мая 1976, Нью-Йорк, США) — североамериканский экономист, философ, социолог, историк и общественный деятель, специалист в области истории и методологии экономической мысли.

## Биография
Родился в городе Виндава Лифляндского края Российской империи (Ныне Вентспилс, Латвийская республика). Окончил Берлинский университет по экономическому направлению в 1932 г. И работал в банковской системе Берлина до 1934 г., когда был вынужден эмигрировать из страны.
В 1934—1936-х гг. участвовал в разработке программы по проблемам безработицы. C 1939 г. преподавал в Городском колледже Нью-Йорка. Окончил докторантуру Колумбийского университета в 1942 г. В 1943 г. стал советником по экономическим и трудовым вопросам при Военном департаменте США.
Профессор экономики в Университете Адельфи с 1956 по 1970 гг.
Специализировался в области истории и методологии экономической мысли. В своей книге «Нигилизм Джона Дьюи» критиковал философию инструментализма, эстетическую концепцию и педагогическую теорию этого мыслителя, в монографии «Экономические фикции» — субъективистские школы в политэкономии от Иоганна фон Тюнена до Отмара Шпанна, а также их связи с системами идеалистической философии, в статьях «Заметки об иррационализме в современной американской мысли» («Вопросы философии», 1960, № 8) и «Традиция антиинтеллектуализма в американской философии» (там же, 1962, № 6) — иррационалистические тенденции в философии.
Посещал СССР; в 1966 г. выступал с лекцией «Философия Пауля Тиллиха» в МГУ.

## Книги
- Ideologies and American labor (1947)
- The Nihilism Of John Dewey (1955)
- State Capitalism in the Economy of the United States (1960)
- War Is Obsolete: The dialectic of military technology and its consequences (1966)
- Economic fictions: A critique of subjectivistic economic theory (1957)
- State Capitalism in the Economy of the United States (1960)
- East-West Dialogues: Foundations and Problems of Revolutionary Praxis (в соавторстве)
- Prolegomena to All Future Metaeconomics: Formation and Deformation of Economic Thought

### В русском переводе
- Нигилизм Джона Дьюи (1958)
- Экономические фикции: критика субъективистской экономической теории (1962)
- Диалектика военной техники и её последствия (1975)

## Статьи
- Sombart’s Philosophy of National-Socialism // Journal of Social Philosophy and Jurisprudence. Volume 6, 1940
- Ideologies and the American School. Ideologies on Occupation and Types of American Schools-Approach to an Inquiry // Social Forces. Volume. 19, No. 2, 1940 https://doi.org/10.2307/2571299
- On the Modes of Concept Formation in the History of Economic Thought // Atti del XII Congresso Internazionale di Filosofia. Volume 12, 1961 https://doi.org/10.5840/wcp1219611285
- Science, Technology and the Alienation of the Producing Man // Proceedings of the XVth World Congress of Philosophy. Volume 6, 1975 https://doi.org/10.5840/wcp1519756280